# Mario Finzi
Mario Finzi (Bologna, 15 luglio 1913 – Auschwitz, 22 febbraio 1945) è stato un magistrato, pianista e musicista italiano di origine ebraica, vittima dell'Olocausto. Impegnato nella Resistenza come membro della DELASEM è arrestato e deportato ad Auschwitz.

## Biografia
Nasce a Bologna da una famiglia di insegnanti, Amerigo Finzi ed Ebe Castelfranchi. Musicista di grande talento si diploma a soli 15 anni in pianoforte con premio del Ministero dell'Educazione, e inizia l'attività concertistica. Al tempo stesso studia giurisprudenza, laureandosi a soli 20 anni con lode e premio del Re. A 24 anni Finzi è già magistrato. Nel 1938 comincia la carriera legale a Milano, il cui proseguimento gli è tuttavia precluso lo stesso anno dall'emanazione delle Leggi razziali fasciste in Italia. Trasferitosi a Parigi si dedica completamente all'attività musicale di pianista, ricevendo un contratto alla Radio francese.

### Aiuto agli ebrei
Allo scoppio della seconda guerra mondiale Finzi si trova in Italia per rinnovare il visto ed è impossibilitato a ripartire. Comincia a insegnare alla scuola ebraica di Bologna e tra il 1940 e il 1943 si impegna come delegato bolognese della DELASEM, organizzazione ebraica per l'assistenza dei rifugiati ebrei in Italia. È coinvolto in prima persona nell'esperienza di Villa Emma a Nonantola dove trovano rifugio un centinaio di orfani ebrei dalla Germania e dai Balcani. È lui ad accogliere alla stazione di Venezia il treno con il primo gruppo di ragazzi provenienti dalla Croazia e ad organizzare la loro ospitalità a Nonantola. Numerose volte compie in bicicletta il tragitto da Bologna per visitare i ragazzi, giocare con loro e suonare musica al pianoforte per loro.
Dopo l'8 settembre 1943 e l'occupazione tedesca continua l'opera clandestina di soccorso ai correligionari perseguitati. Ai ragazzi di Nonantola procura quelle carte d'identità false che serviranno loro ad espatriare in Svizzera, ed analogo aiuto offrirà a tanti altri, inclusi don Leto Casini e il Comitato clandestino fiorentino della DELASEM.

Scrive don Casini:

### Arresto e internamento
Finzi è arrestato il 31 marzo 1944, mentre si reca a pagare il ricovero di un ragazzo ebreo in ospedale. Rinchiuso nel carcere bolognese di San Giovanni al Monte e quindi nel campo di concentramento di Fossoli, è trasportato ad Auschwitz Birkenau nel maggio 1944, dove secondo la testimonianza di un ebreo di Rodi, Eliakim Cordoval, che lo assiste, muore per una grave infezione intestinale il 22 febbraio 1945, a quasi un mese dalla liberazione del campo. Un'altra versione  afferma che Finzi si sia suicidato gettandosi contro il filo spinato ad alto voltaggio del campo; sembra che abbia lasciato un messaggio ai genitori, chiedendo il loro perdono per questo gesto disperato. Aveva solo 31 anni.

## Onorificenze e ricordo

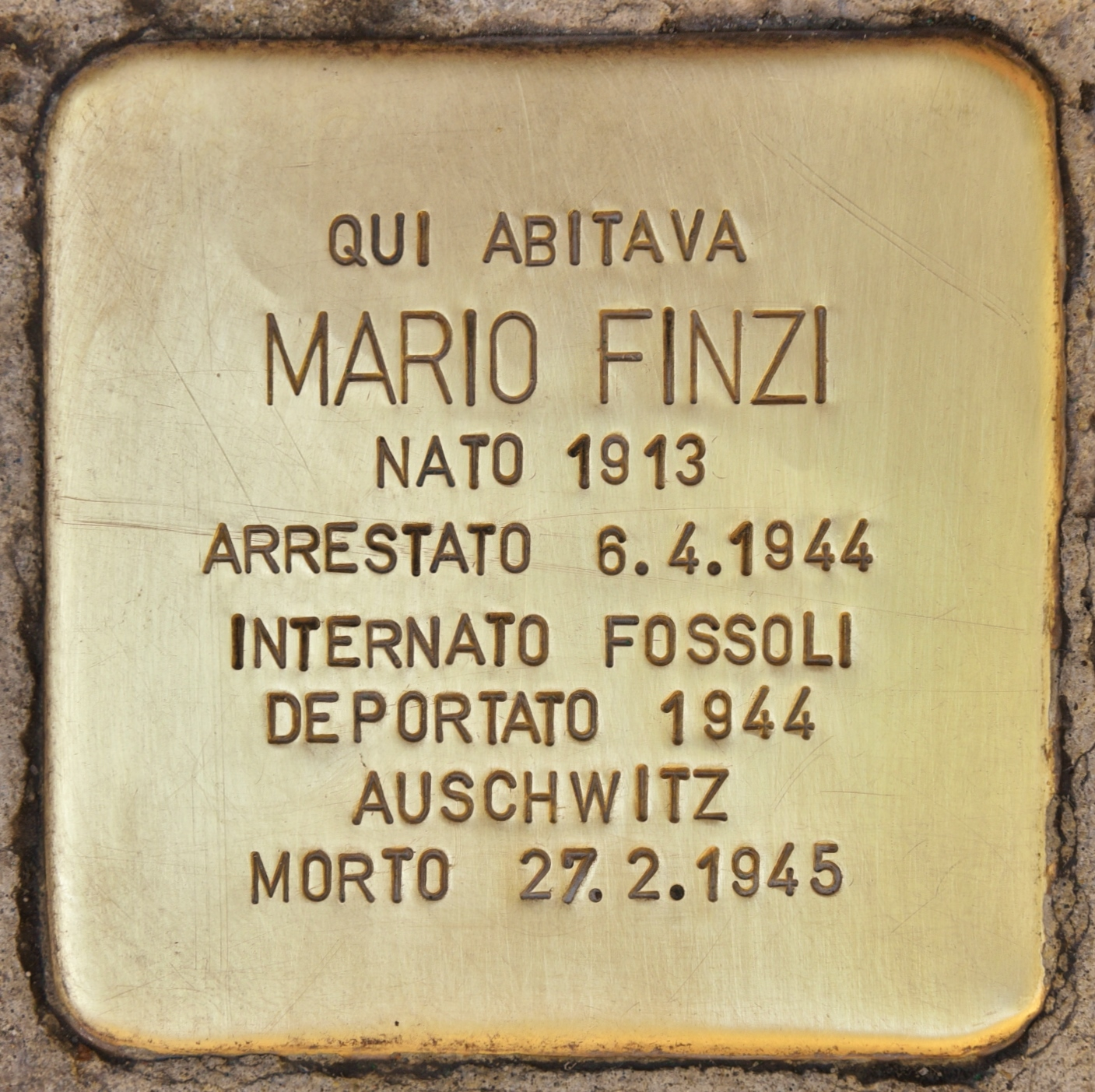
Pietra d'inciampo per Mario Finzi

Nel 1953 il Consiglio Comunale di Bologna delibera di intitolare a lui la via in cui si affaccia la Sinagoga di Bologna. 
Nel 1960 è riconosciuto il suo contributo alla Resistenza. Nel 1965 il Comitato regionale “Premio ai buoni” conferisce alla memoria di Mario Finzi la sua Stella d'oro. In occasione del Giorno della Memoria (Yom HaShoah) 2007 il Museo Ebraico di Bologna organizza una mostra storico-documentaria in suo ricordo. 
Nel 2020 è stata posta una pietra d'inciampo davanti alla sua casa in Via del Cestello 4.